# ۹۱۸ (قمری)
۹۱۸ (قمری)، نهصد و هجدهمین سال در گاهشماری هجری قمری است. اوّل محرم این سال برابر با بیست و نهم مارس سال ۱۵۱۲ میلادی است.

## رویدادها
- واقعه جنگ غجدوان میان سپاه قزلباش ایران و ازبکها در فرارود.